# Cyrtolobus virescens
Cyrtolobus virescens är en insektsart som beskrevs av Fowler. Cyrtolobus virescens ingår i släktet Cyrtolobus och familjen hornstritar. Inga underarter finns listade i Catalogue of Life.